# Sesto Attio Suburano Emiliano
Sesto Attio Suburano Emiliano (fl. I-II secolo) è stato un senatore romano
equites, prefetto del pretorio dal 98 al 101 e console suffetto nel 101 e nel 104 sotto l'imperatore Traiano.

## Biografia

### Carriera politica
Proviene dall'ordine equestre, nella sua carriera ha ricoperto le cariche di:
- Praefectus fabrum (ufficiale di campo dell'esercito romano[N 1]);
- Comandante di un reggimento di cavalleria[1];
- Vice governatore della Spagna Tarraconense durante le attività di censimento;
- Assistente (adjutores) del prefetto dell'annona;
- Assistente del prefetto d'Egitto Lucio Giulio Urso (Lucio Iulius Ursus) negli anni 78 - 80[2], padre adottivo di Lucio Giulio Urso Serviano (Lucio Iulius Ursus Servianus)[3][4];
- Procurator Augusti (assistente di Legatus Augusti di un'importante provincia imperiale) ad Mercurium, Alpium Cottianarum et Pedatium Tyriorum et Cammuntiorum et Lepontiorum.

Infine come Procurator Augusti passa dalla provincia della Giudea romana, alla provincia molto più grande della Gallia Belgica (l'odierno Belgio).
All'inizio del regno di Traiano, divenne prefetto del pretorio sostituendo Casperio Eliano (Casperius Aelianus) (prefetto sotto Domiziano poi richiamato sotto Nerva nel 97), responsabile di un'insurrezione contro l'imperatore Nerva. In effetti, Eliano aveva rivendicato con i suoi soldati la testa degli assassini di Domiziano e aveva assediato il palazzo imperiale per catturare ed uccidere i responsabili della morte dell'ultimo imperatore della dinastia flavia. Nerva si oppose, ma Eliano riesce nel suo scopo, indebolendo la posizione dell'imperatore. Nerva risponde adottando solennemente Traiano, che gli succede all'inizio del 98. Dopo questa crisi, Suburano Emiliano deve riportare la disciplina nella guardia pretoriana.
Un grande rapporto di fiducia lo unisce a Traiano: secondo un aneddoto riportato da Cassio Dione e Sesto Aurelio Vittore, porgendogli la spada pretoriana distintiva della sua alta carica, gli avrebbe detto: «Prendi questa spada, e se governo bene, usala per me. Se governo male, usala contro di me». Nel Panegirico di Traiano, Plinio il Giovane si riferisce già a questo aneddoto, facendo parlare Traiano: «Si contro di me, se l'interesse pubblico lo richiedeva, sono armato fino alla mano del mio prefetto».
Dopo il suo mandato come prefetto pretoriano, Suburano fu introdotto nel Senato dell'Impero Romano; divenne console suffetto nel 101 insieme a Quintus Articuleius Paetus. Viene nominato console nel 104, essendo forse già Prefetto di Roma. Il suo successore nella prefettura pretoriana è stato Tiberio Claudio Liviano (Tiberius Claudius Livianus).